# Lavvu

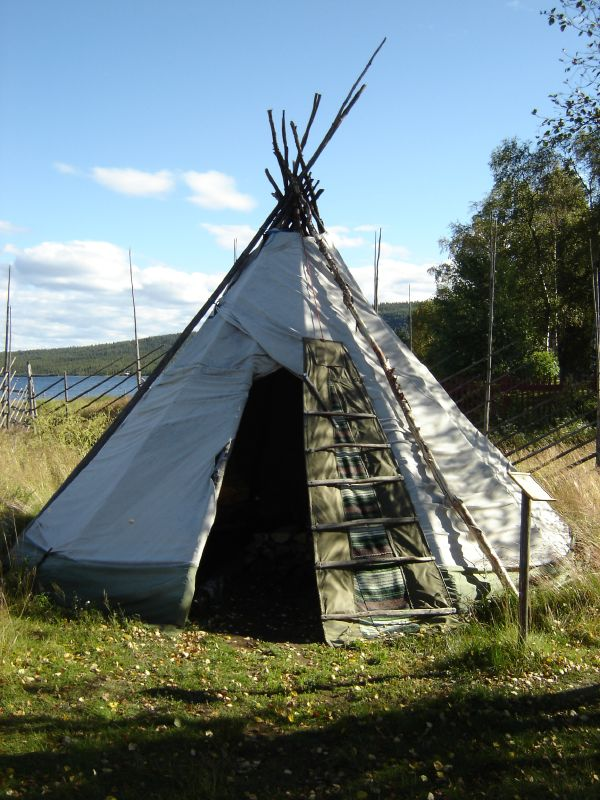
Lavvu samie au musée en plein air de Jukkasjärvi en Suède.

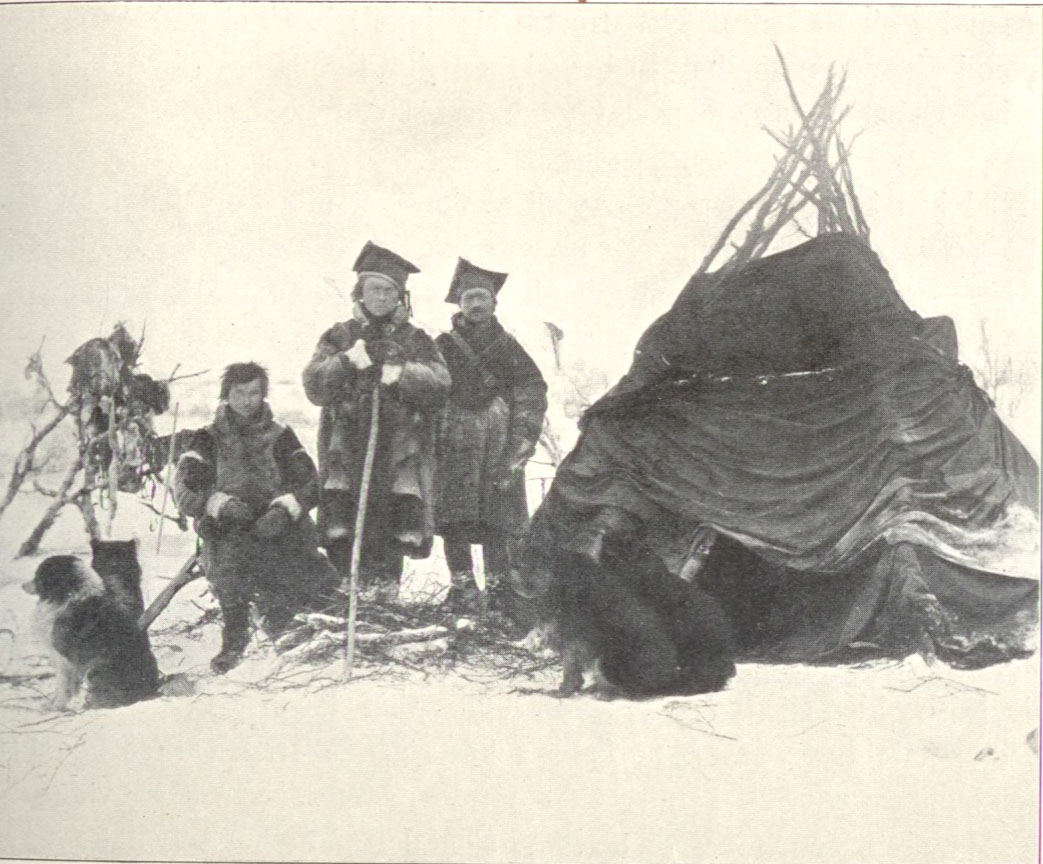
Lavvu à la fin du XIXe siècle.

La tente  lavvu (same du Nord : lávvu, etc.) est la tente traditionnelle utilisée par les Samis pour suivre leurs troupeaux de rennes. La lavvu est aussi de plus en plus utilisée pour faire du camping.
Sa conception est similaire à celle d'un tipi amérindien mais la lavvu est moins verticale, plus stable par vents forts et plus facile à monter et démonter que le tipi.

## Définition traditionnelle

### Structure
La structure de la tente traditionnelle samie, la lavvu, est décrite dans les sources historiques,,,,.
La lavvu est soutenue par un trépied de longues branches fourchues. L'assemblage est assuré par les branchages qui s'entrecroisent au sommet.
Au moins une dizaine de perches sont disposées autour de cet assemblage. Le volume de la tente est déterminé par la taille et la quantité de perches utilisées.
La structure est stable sans cordes, ni haubans.
Ces caractéristiques sont attestées au moins depuis le XVIIe siècle.
La lavvu est conçue pour être montée sans effort, même par une personne seule,.

### Matériaux

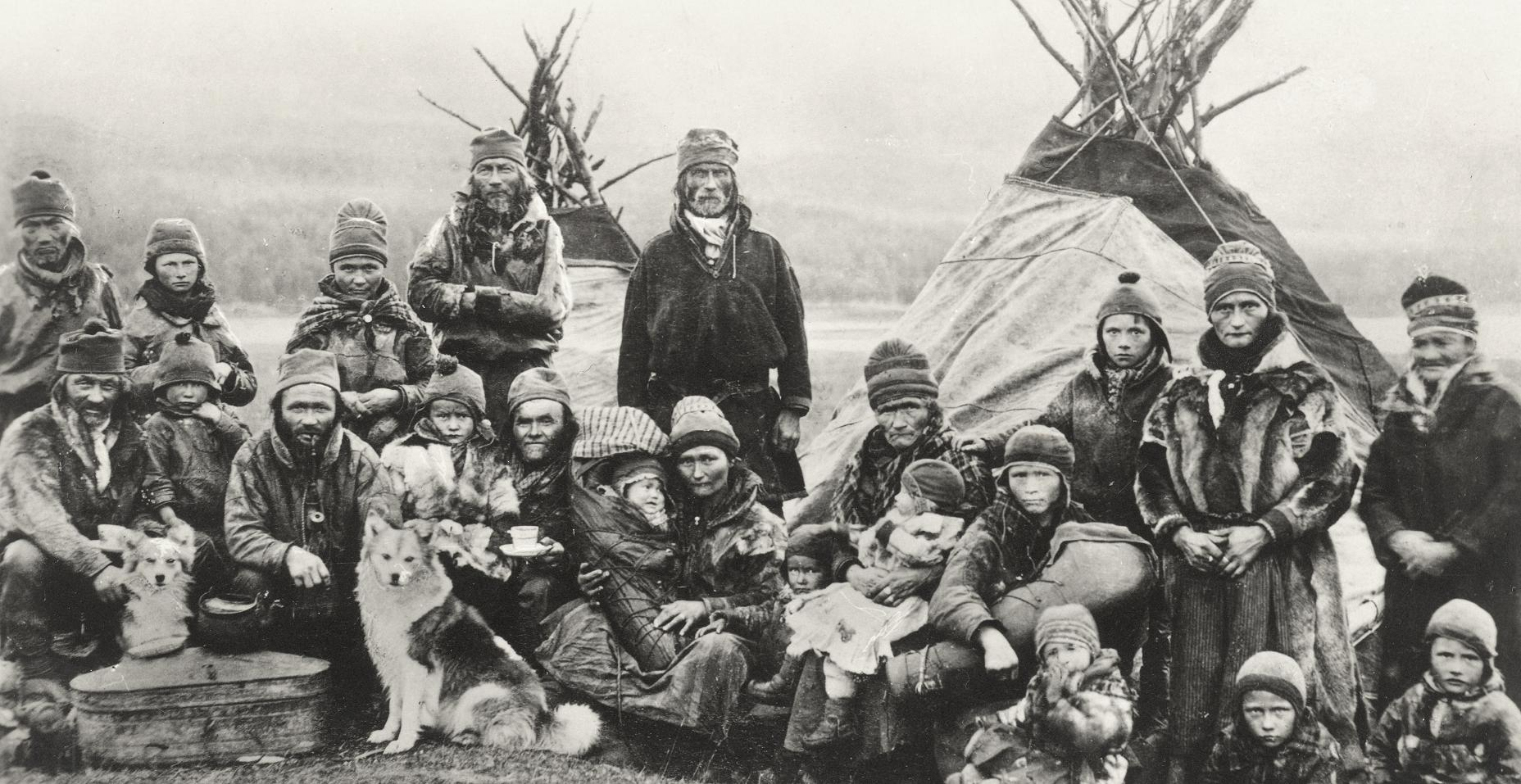
Photo de groupe devant deux lavvus couvertes de peaux de renne vers 1900-1920.

Les branchages et les perches d'une lavvu proviennent de petits arbres assez faciles à trouver un peu partout et restent souvent sur place en attendant de les réutiliser à l'occasion de déplacements réguliers, il est inutile de les transporter.
À l'origine, ce sont des peaux de rennes qui couvrent la structure mais à partir du milieu du XIXe siècle, de grandes quantités de textiles britanniques bon marché parviennent aux Samis qui remplacent alors les peaux de rennes par de la toile.
Dans les lavvus actuelles, des matériaux modernes plus légers (barres d'aluminium, textiles modernes, etc.) peuvent remplacer le bois et les tissus lourds. Une lavvu légère, facile à transporter et à monter, est une véritable alternative aux tentes de camping.
Il existe également de très grandes lavvus pouvant abriter des dizaines de personnes.

### Habiter une lavvu
Au milieu de la tente, un foyer assure le chauffage et repousse les moustiques. La fumée s'échappe par le haut de la tente qui reste généralement ouvert. Au besoin une couverture enroulée autour du trou de fumée réduit l'ouverture, mais jamais au point d'empêcher la fumée  de s'échapper. La bonne circulation de l'air est maintenue en laissant une ouverture au ras du sol ou en laissant la porte entrouverte. Il faut que le feu soit suffisamment chaud pour que la fumée s’élève à travers le trou de fumée.
L'utilisation d'un poêle au lieu d'un feu ouvert réduit la fumée mais produit moins de lumière et il fait plus sombre à l'intérieur.
Traditionnellement, il y avait une petite porte appelée « porte de l'ours » à l'arrière de la lavvu, face à la porte d'entrée, utilisée à des fins cérémonielles (comme la sortie d'un mort qu'il ne convient pas de passer par la porte d'entrée) et pour des fonctions similaires. Quelques lavvus modernes ont cette porte pour les mêmes fins.

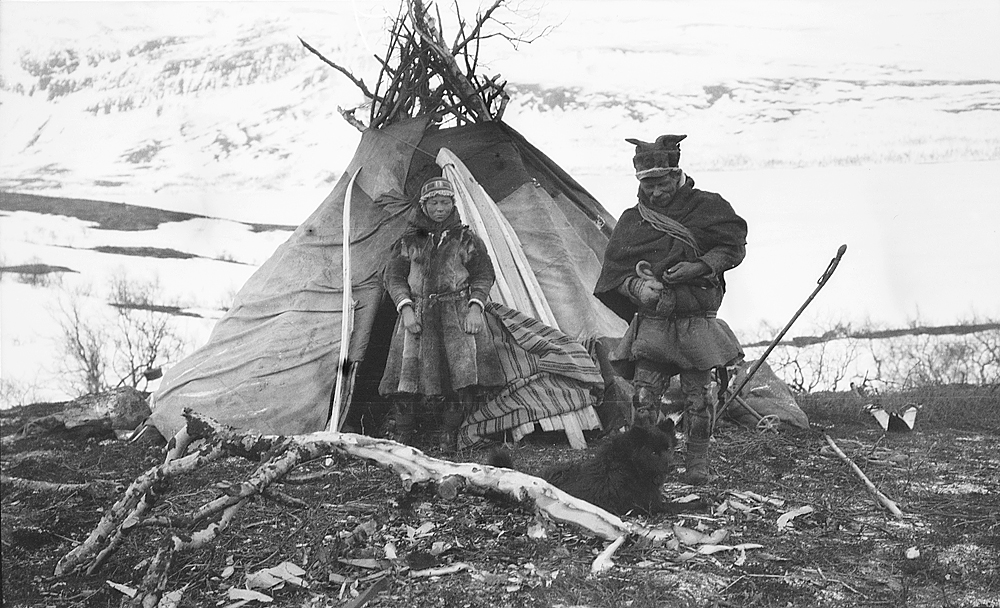
Lavvu traditionnel en 1913.
Le blason de Kautokeino en Norvège.
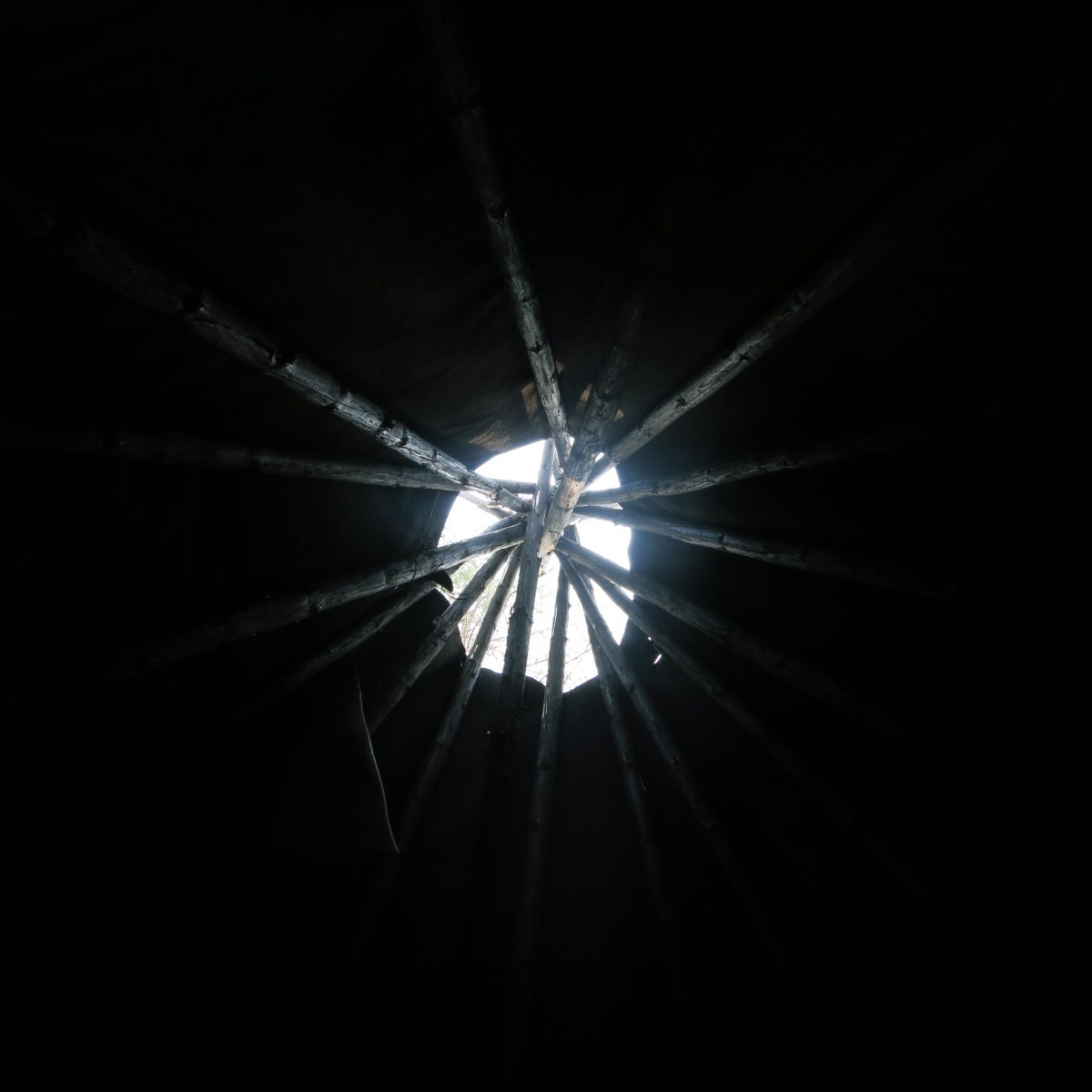
Trou de fumée et éclairage.
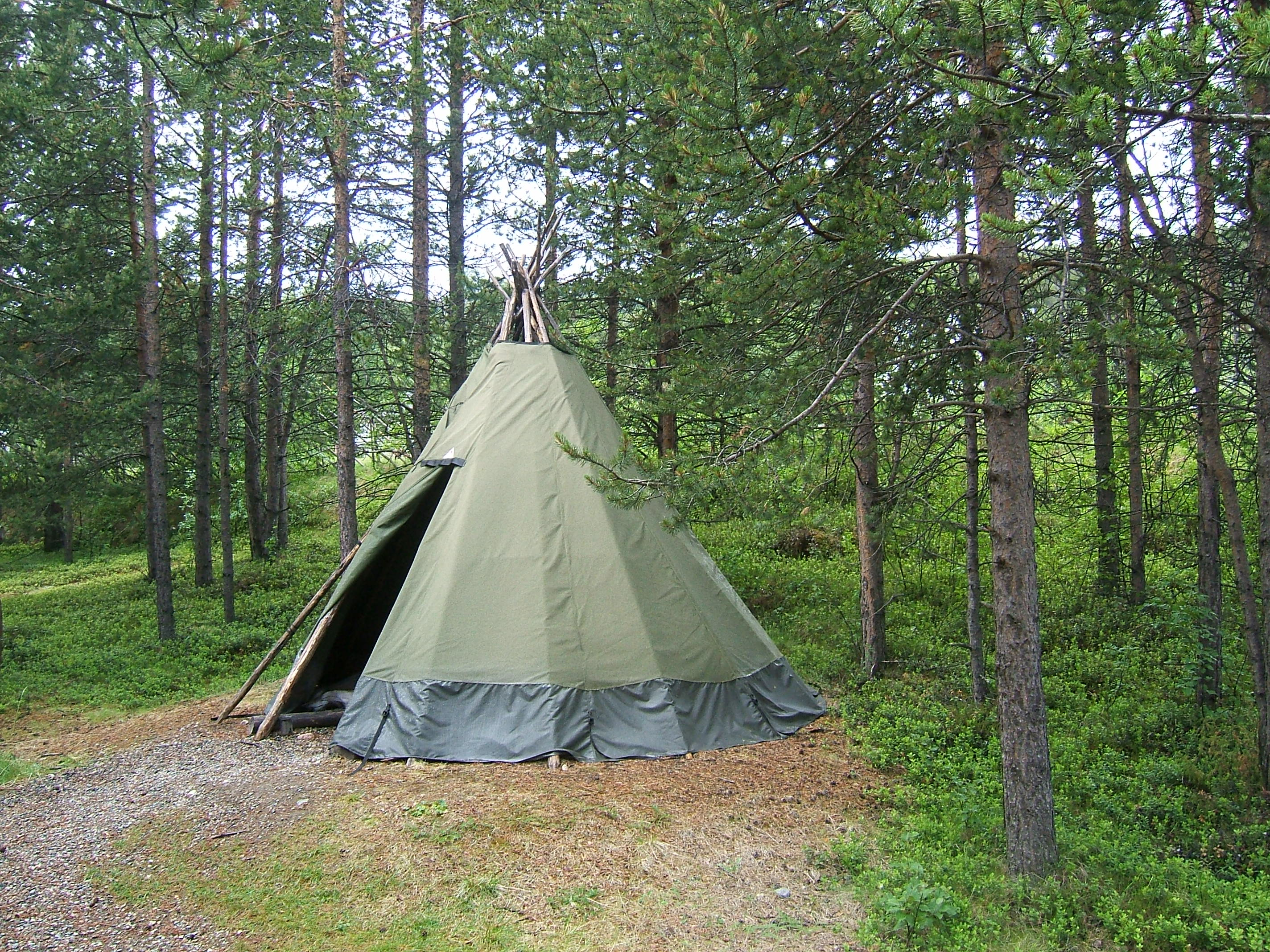
Textile moderne.

## Extension géographique
On trouve des lavvus au nord de la Fennoscandie (en Suède, Norvège et Finlande)
et dans la péninsule de Kola en Russie,
dans les zones de renniculture de culture samie.

## Comparaison avec d'autres tentes

### Tentes traditionnelles eurasiennes

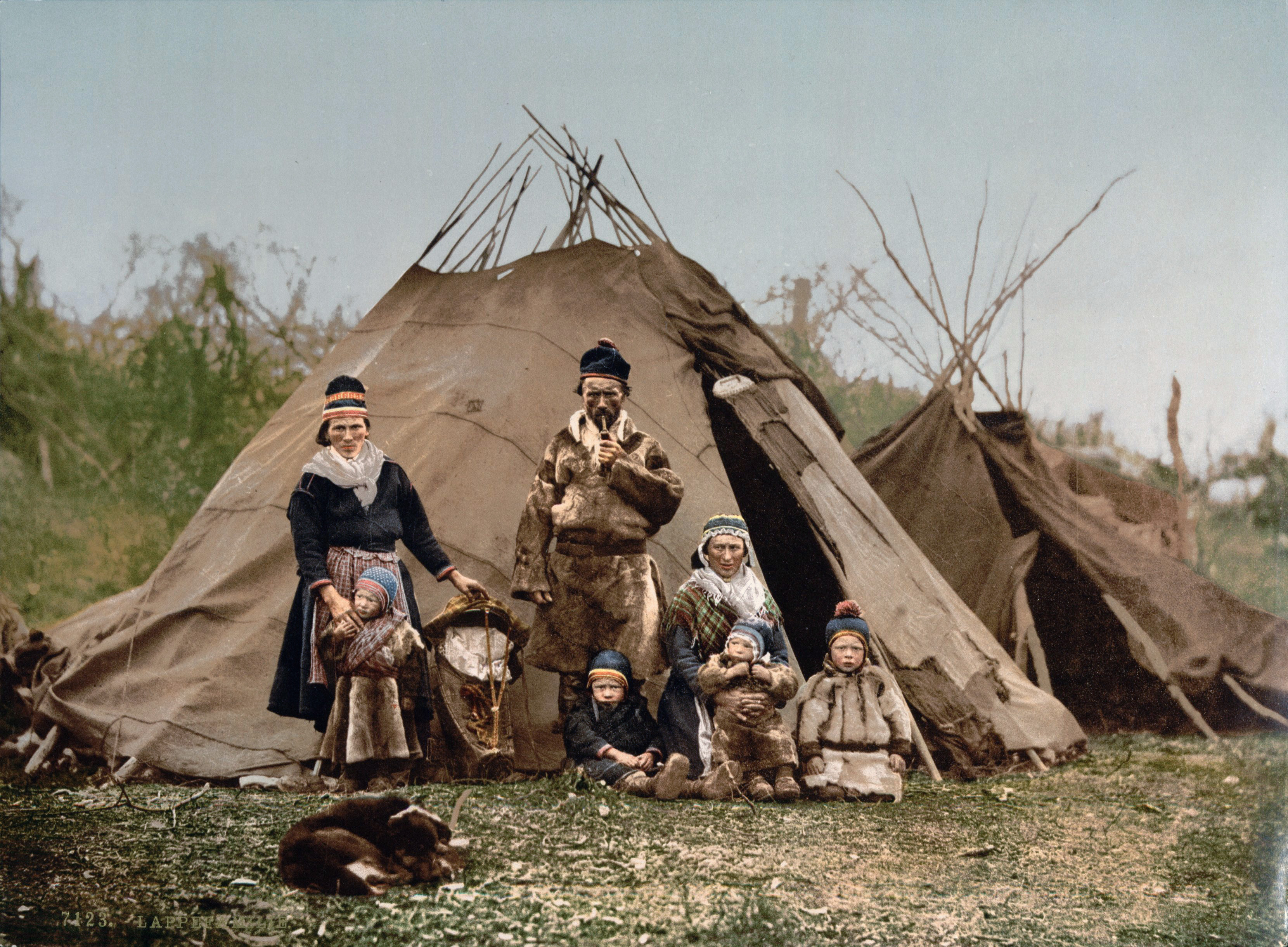
Famille samie vers 1900 devant une goahti de toile avec une lavvu en arrière-plan à droite.

La goahti est une habitation samie. C'est souvent une hutte de forme allongée, recouverte d'écorces, de pierres, de terre, de tourbe ou de bois.
Cependant il existe aussi des goahtis recouvertes de toile, qui sont donc des tentes, et qui peuvent prendre une forme conique proche de la lavvu. La goahti de toile se différencie de la lavvu par son armature plus complexe et par sa moindre mobilité, au bénéfice sans doute d'un meilleur confort.
Le tchoum des peuples du nord de l'Oural, du nord de la Sibérie, de Touva au sud de la Sibérie, etc. a une conception semblable à la lavvu mais de taille souvent beaucoup plus importante.

### Tentes traditionnelles américaines
Le tipi amérindien est visuellement similaire à la lavvu mais il a une structure de poteaux légèrement différente et une autre coupe de toile.

### Tentes modernes
Depuis la fin des années 1990 quelques entreprises européennes prétendent offrir une « lavvu » avec poteau central unique, la structure étant maintenue et soutenue par des piquets sur le sol et souvent par des cordes pour étendre pleinement la toile vers l'extérieur. Cette structure se rapproche d'une tente conique (en) et diffère de la lavvu traditionnelle sur plusieurs points :
le poteau central porteur,
les piquets indispensables pour soutenir la tente,
les haubans et cordes souvent nécessaires pour donner du volume.
Or aucun document d'archive ne montre des Samis utilisant ce type de construction à poteau central. La mention du mot « lavvu » sur une tente à un seul poteau est donc contestable et peut être considérée comme une appropriation culturelle indue[réf. souhaitée].
En revanche, la tente scoute allemande « Kohte (en) », généralement de couleur noire, dérive bien de la lavvu[réf. souhaitée].

## Symbolisme

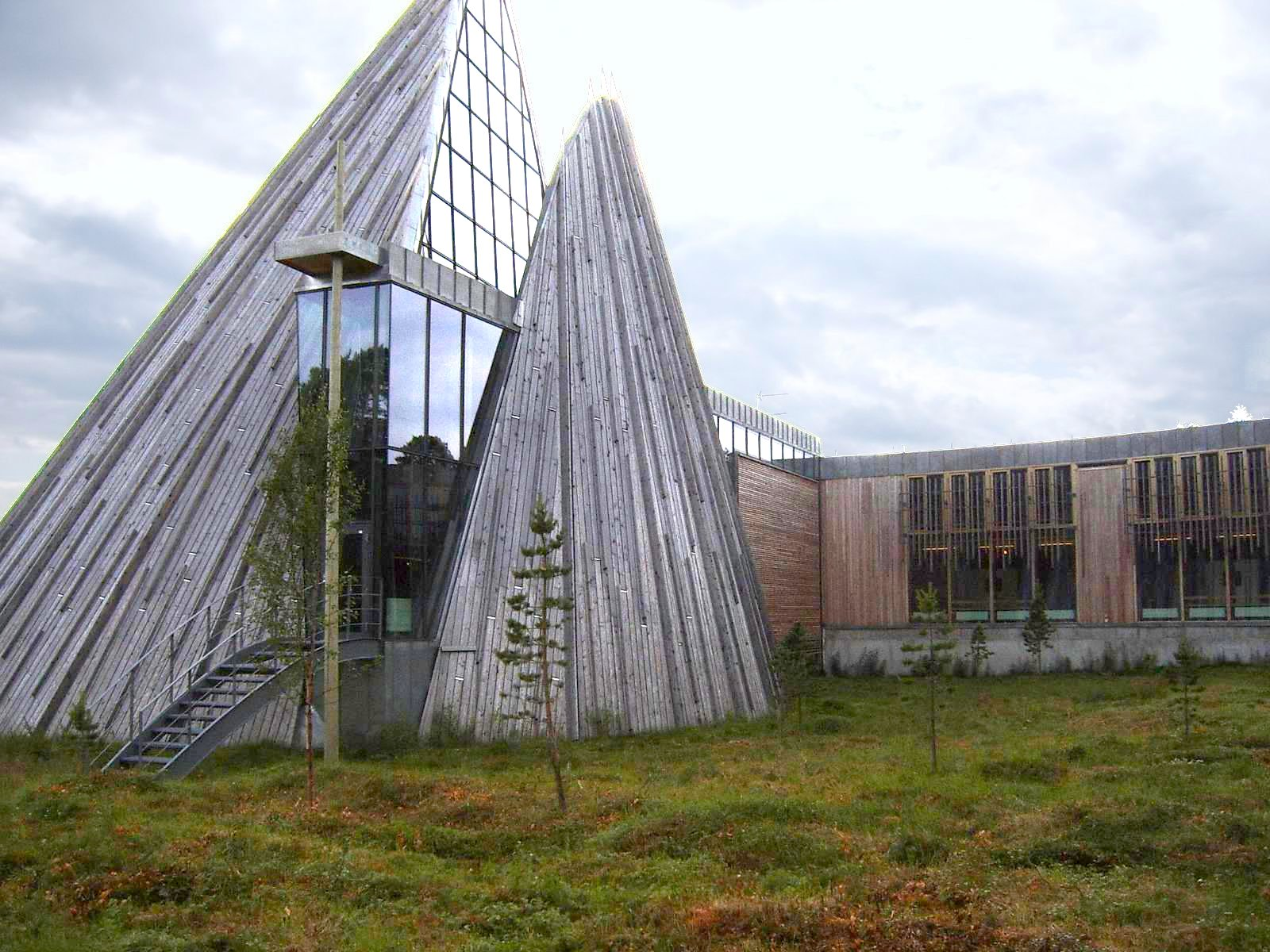
Le bâtiment du parlement sami de Norvège à Karasjok s'inspire d'une lavvu.

La lavvu a été — et est toujours — un symbole fort pour les Samis. Elle a joué un rôle de premier plan à deux reprises au cours du XXe siècle. Au cours du dernier hiver de la Seconde Guerre mondiale, en 1944-1945, les troupes allemandes qui reculaient vers l'ouest dans le nord de la Norvège, ont incendié la plupart des logements dans le comté de Finnmark et le comté de Troms oriental avant l'arrivée de l'Armée rouge. Le manque de logements et le chômage d'après-guerre ont conduit de nombreux Samis à vivre des années dans des lavvus.
Plus récemment, pendant la controverse liée à la centrale hydroélectrique d'Alta de 1979 à 1981, la lavvu édifiée à Oslo devant le parlement norvégien a focalisé l'attention des médias. Plusieurs Samis y ont fait une grève de la faim pour protester contre un projet de barrage menaçant les pâturages des éleveurs de rennes et le village sami de Mazi. La lavvu est devenue l'emblème de la lutte des Samis pour leurs droits. Cette lutte a finalement débouché sur la fondation du parlement sami de Norvège (Sámediggi) en 1989, puis sur le Finnmark Act (en) de 2005.
Le symbolisme de la lavvu se manifeste physiquement dans la forme du bâtiment du Sámediggi et, graphiquement, sur le blason de Kautokeino.
La tente lavvu n'est plus perçue comme un type d'habitat primitif mais comme un symbole fort de l'identité samie.